# Sümeg
Sümeg – miasto powiatowe na Węgrzech w Komitacie Veszprém. Na początku 2011 roku liczyło 6226 mieszkańców.

## Bibliografia

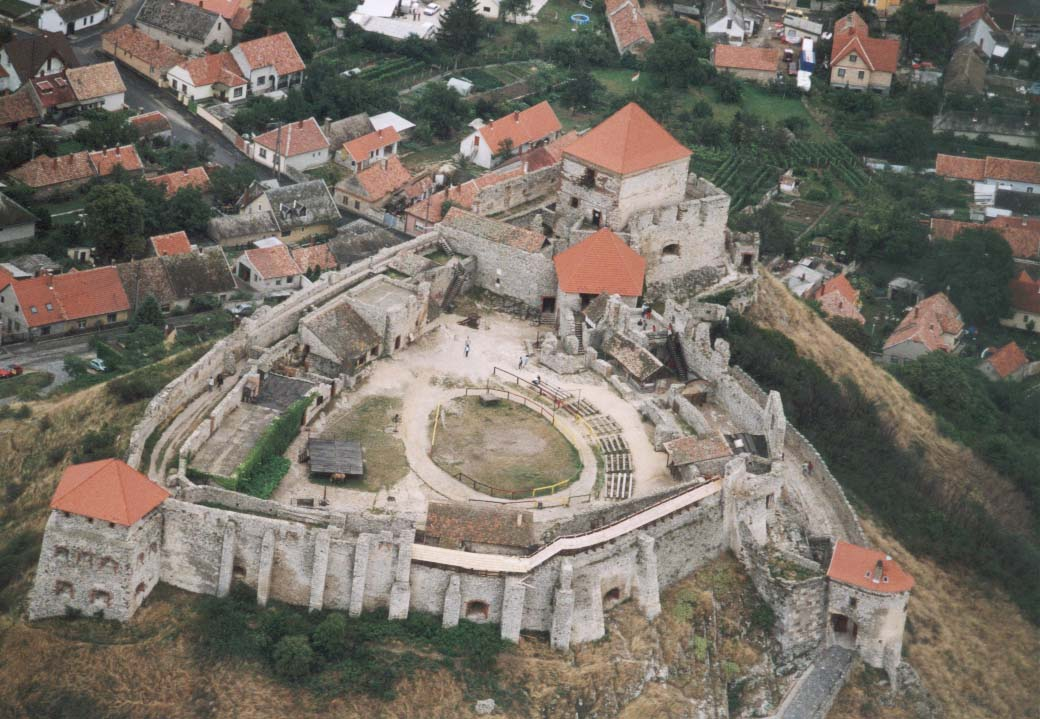
Zamek w Sümeg i jego okolica z lotu ptaka

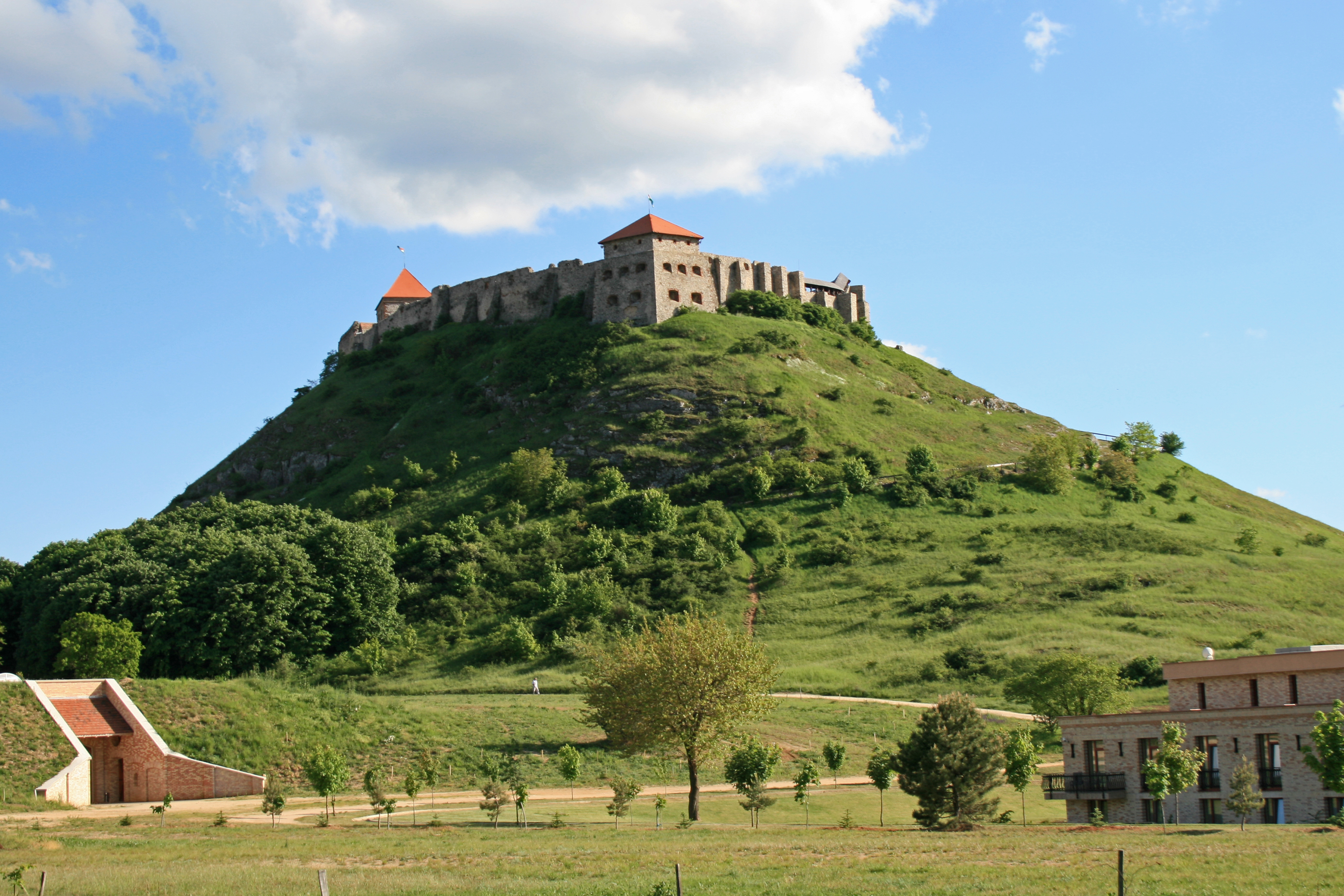
Zamek w Sümeg i jego okolica

## Miasta partnerskie
- Sovata
- Aichtal
- Kościan
- Vobarno